# Миллион женщин
«Миллион женщин» — исследование более чем одного миллиона женщин в возрасте 50 лет и старше, выполненное группой исследователей из отдела эпидемиологии рака Оксфордского университета под руководством Валери Берал. Совместный проект Cancer Research UK и Национальной службы здравоохранения (NHS) при дополнительном финансировании со стороны британского
Совета по медицинским исследованиям. Одно из ключевых направлений исследования связано с влиянием заместительной гормональной терапии (ЗГТ) на здоровье женщин. Исследование подтвердило выводы программы по охране здоровья женщин (англ. Women's Health Initiative, WHI) о том, что у женщин, использующих ЗГТ, больше шансов заболеть раком груди ().
Результаты исследования «Миллион женщин» вместе с результатами исследования WHI в США повлияли на национальную политику Великобритании ().

## Методика
Исследование представляет собой многоцентровое популяционное проспективное когортное исследование женщин в возрасте 50 лет и старше, приглашённых на плановый скрининг на рак груди в Великобритании. Проводилось в период с 1996 по 2001 год в 66 центрах скрининга груди Национальной службы здравоохранения Великобритании. Женщины получили анкету, которую их просили заполнить и вернуть после скрининга. Около 70 % участниц программы заполнили предложенные им анкеты и согласились принять участие в исследовании. К целевой возрастной группе относятся более 25 % женщин в Великобритании. Исследование «Миллион женщин» — крупнейшее исследование подобного рода в мире.

## Цели
Исследовались следующие вопросы:
- Какое влияние оказывают комбинированные препараты заместительной терапии эстрогенами и прогестагенными гормонами (ЗГТ) на риск рака груди?
- Отличается ли рак груди, обнаруженный при скрининге у женщин, которые использовали ЗГТ или оральные контрацептивы, по размеру и инвазивности от рака, обнаруженного у женщин, которые никогда не использовали эти гормоны?
- Как использование ЗГТ влияет на эффективность скрининга рака груди?
- Как использование ЗГТ влияет на смертность от рака груди и других заболеваний?

## Выводы

### Рак груди
Первоначальный анализ подтвердил результаты других исследований, проведённых на рубеже веков: у женщин, которые в настоящее время принимают прогестин-эстрогеновую ЗГТ, вероятность развития рака груди выше, чем у тех, кто не принимает ЗГТ. Анализ результатов показал, что этот эффект значительно больше для комбинированной (эстроген-прогестаген) ЗГТ, чем для ЗГТ только с эстрогеном, и что эффекты были одинаковыми для всех конкретных типов и доз эстрогена и прогестагена, как для пероральной, трансдермальной и имплантированной ЗГТ, так и для непрерывного и последовательного использования. Пациентки эстроген-прогестагенной ЗГТ имели в 2 раза повышенный риск развития рака груди, а риск для пациенток, получавших только эстроген, оказался выше в 1,3 раза. Использование ЗГТ женщинами в возрасте 50-64 лет в Великобритании за десятилетие с 1993 по 2003 год, по оценкам, вызвало 20 000 дополнительных случаев рака груди.
В статье 2012 года, опубликованной в Журнале планирования семьи и репродуктивного здоровья (коллектив авторов во главе с Сэмюэлем Шапиро из Кейптаунского университета), первоначальные выводы оспариваются.

### Рак матки
Хорошо известно, что женщины в постменопаузе, не перенёсшие гистерэктомию, подвергаются повышенному риску рака эндометрия (слизистой оболочки матки), если они принимают ЗГТ, содержащую только эстроген. Наблюдение за более чем 700 000 женщин подтвердило это и показало, что риск рака эндометрия также увеличивается у женщин, принимающих тиболон; но не изменяется или даже может быть снижена у женщин, принимающих комбинированную эстроген-прогестагеновую ЗГТ. Эти эффекты зависят также от индекса массы тела женщины (ИМТ, показатель ожирения). При этом побочные эффекты тиболона и ЗГТ, содержащей только эстроген, наиболее сильны у худых женщин, а положительные эффекты комбинированной ЗГТ наиболее сильны у полных женщин.

### Рак яичников
Результаты исследования показывают небольшое увеличение риска рака яичников у женщин, принимающих ЗГТ. Результаты получены из анализа 948 576 женщин в постменопаузе, участвовавших в исследовании, за которым наблюдали в течение примерно 5 лет. Женщины, которые в настоящее время принимают ЗГТ, имеют более высокий риск развития и смерти от рака яичников, чем женщины, не принимающие ЗГТ. Риск был одинаковым при применении только эстрогена, комбинированного эстроген-прогестагена и других типов ЗГТ (включая тиболон) и не изменялся в зависимости от конкретного типа эстрогена или прогестагена или между пероральным и трансдермальным введением (пластырем).
Эти результаты соответствуют одному дополнительному случаю рака яичников на каждые 2500 женщин, принимающих ЗГТ в течение более 5 лет. Авторы исследования пишут, что результаты необходимо рассматривать в контексте других рисков и преимуществ ЗГТ. В частности, оценка общего воздействия ЗГТ на три распространённых типа рака у женщин: рака груди, рака эндометрии (матки) и рака яичников. В совокупности на эти виды рака приходится около 4 из 10 случаев рака у женщин в Великобритании. Согласно полученным данным, у женщин в возрасте 50-69 лет примерно 19 из этих видов рака разовьются в течение 5 лет на каждые 1000 женщин, не принимающих ЗГТ. У женщин, принимающих ЗГТ, по оценкам, количество раковых заболеваний увеличится примерно до 31 на 1000.

### Алкоголь
Исследование показало, что потребление алкоголя от низкого до умеренного увеличивает риск различных видов рака у женщин, включая рак груди.
Согласно исследованию, женщины, пьющие алкоголь каждый день, больше подвержены циррозу, чем те, кто воздерживается от ежедневного употребления алкоголя, а женщины, которые пьют в основном за едой, рискуют меньше, чем те, кто выпивает просто так. Кроме того, по мнению британского врача-нарколога Дэвида Натта, женщины восприимчивей к токсическому воздействию алкоголя на печень, чем мужчины.

## Влияние
Результаты исследования «Миллион женщин» вместе с результатами других исследований, таких как исследование «Инициативы по охране здоровья женщин» в США, повлияли на национальную политику, включая недавние рекомендации Ассоциации гинекологов и акушеров по назначению и использованию заместительной гормональной терапии. Осведомлённость общественности об исследовании и его выводах привела к значительным изменениям в поведении, что в основном свелось к быстрому сокращению назначений ЗГТ в Европе и США с 2003 года. В отличие от увеличения количества выписанных рецептов на ЗГТ в период с 1991 по 1996 год, которое оставалось стабильным до 2001 года, продажи ЗГТ упали на 50 % в период с 2002 по 2005 год после публикации исследования «Миллион женщин» и исследования «Инициативы по охране здоровья женщин» (WHI).
Ряд недавних исследований показал, что исследование «Миллион женщин» продолжает влиять на здоровье и поведение женщин в Европе. Исследование тенденций заболеваемости раком груди в Швеции в период с 1997 по 2007 год показало, что распространённость использования ЗГТ среди женщин в возрасте 50-59 лет снизилась с пикового значения в 36 % в 1999 году до 9 % в 2007 году, что является параллельным снижением заболеваемости раком груди. Недавний отчёт по оценке заболеваемости раком груди в Бельгии в период с 2007 по 2008 год также показал значительное снижение заболеваемости, связанное со снижением использования ЗГТ в Бельгии в течение и в преддверии 2008 года.